# Sergi Vicente Martínez
Sergi Vicente Martínez (Barcelona, 7 de setembre del 1975) és un periodista català.
Va estudiar periodisme a la Universitat Autònoma de Barcelona i va començar a treballar el 1999 a Televisió Espanyola com a reporter local. Entre 2003 i 2015 liderà la corresponsalia de Televisió de Catalunya a la Xina, la primera d'una televisió d'Espanya. També ha col·laborat amb altres mitjans com l'agència Associated Press o el diari Ara.
Des del gener del 2015 fins al desembre del 2024 va ser director de betevé, abans anomenada Barcelona Televisió i Barcelona FM. Durant aquesta etapa va estar envoltat de polèmiques i criticat per la seva responsabilitat directa en acomiadaments massius, l'augment de sou com a director, la manca d'elaboració prevista d'un programa marc per a la cadena i la desprogramació del gruix de la seva oferta cultural al·legant manques de pressupost i el potenciament de les connexions en directe —que segons diverses veus del sector audiovisual va implicar un desmantellament significatiu i la pèrdua d'identitat d'aquest ens comunicatiu públic. Finalment, va dimitir del càrrec l'octubre del 2024.